# Campanário (Ribeira Brava)
Campanário é uma povoação portuguesa sede da Freguesia de Campanário do Município da Ribeira Brava, freguesia com 11,80 km² de área e 4317 habitantes (censo de 2021), tendo, por isso, uma densidade populacional de 365,8 hab./km².
Localiza-se a uma latitude 32.65 (32°39') Norte e a uma longitude 17.033 (17°2') Oeste, estando a uma altitude de 0 metros. Campanário tem uma estrada que liga Calheta e Funchal. A actividade principal é a agricultura. É banhada pelo Oceano Atlântico a sul e tem montanhas a norte.

## Demografia
A população registada nos censos foi:
| Distribuição da População por Grupos Etários | Distribuição da População por Grupos Etários | Distribuição da População por Grupos Etários | Distribuição da População por Grupos Etários | Distribuição da População por Grupos Etários |
| -------------------------------------------- | -------------------------------------------- | -------------------------------------------- | -------------------------------------------- | -------------------------------------------- |
| Ano                                          | 0-14 Anos                                    | 15-24 Anos                                   | 25-64 Anos                                   | > 65 Anos                                    |
| 2001                                         | 831                                          | 689                                          | 2000                                         | 611                                          |
| 2011                                         | 826                                          | 607                                          | 2496                                         | 653                                          |
| 2021                                         | 555                                          | 562                                          | 2401                                         | 799                                          |

Nota: Nos anos de 1864 a 1911 pertencia ao concelho de Câmara de Lobos. Pela Lei nº 154, de 06/05/1914, foi criado o concelho de Ribeira Brava, de que passou a fazer parte esta freguesia (Fonte: INE)

## História da Freguesia do Campanário
Campanário é freguesia desde o século XVI, de acordo com alguns registos, foi fundada a 15 de Maio de 1515. Até 1835 esteve integrada no concelho do Funchal. Entre 1835 e 1914 fez parte do município de Câmara de Lobos a Freguesia do Campanário, foi desagregada do Concelho de Câmara de Lobos em 1914, herdou o seu nome devido a um pequeno ilhéu próximo da costa que, aquando da primeira exploração através do litoral, aos descobridores, após a sua passagem pelo Cabo Girão, à distância, pareceu ter a forma duma sineira ou campanário. Hoje em dia o Campanário encontra-se mais destruído devido a força das ondas desta zona que ao longo dos anos fez com que a costa desta freguesia fosse mais erodida. É uma freguesia ligada á atividade agrícola.

## Património Construído

### Fajã dos Padres
Foi habitada desde o início do povoamento da ilha da Madeira. O nome da fajã deve-se ao facto de ter pertencido aos padres da companhia de Jesus, os Jesuítas durante mais de 150 anos. Os Jesuítas foram os que introduziram o vinho naquela zona. Devido a ser um local extremamente isolado viveram cerca de 50 pessoas lá, na Fajã existem cerca de 10 casas e hoje em dia é possível visitar algumas destas casas que foram recuperadas e claro, provar os vinhos numa visita á antiga adega ou ainda percorrer antigos caminhos de pedra. Para aceder á fajã dos padres normalmente é utilizado o teleférico que lá existe.

### Miradouro do Campanário
Fica Localizado no centro da freguesia do Campanário e tem um belo panorama para a serra e para o mar. O seu nome está associado aos descobrimentos e reza a história que os navegadores ao passarem pelo Cabo Girão, no século XV, viram um pequeno Ilhéu que lhes pareceu ter a forma de campanário que surgia entre o mar do litoral sul da ilha. No miradouro existe uma estátua que foi criada como homenagem da freguesia ao Dr. Jordão Faria Paulino.

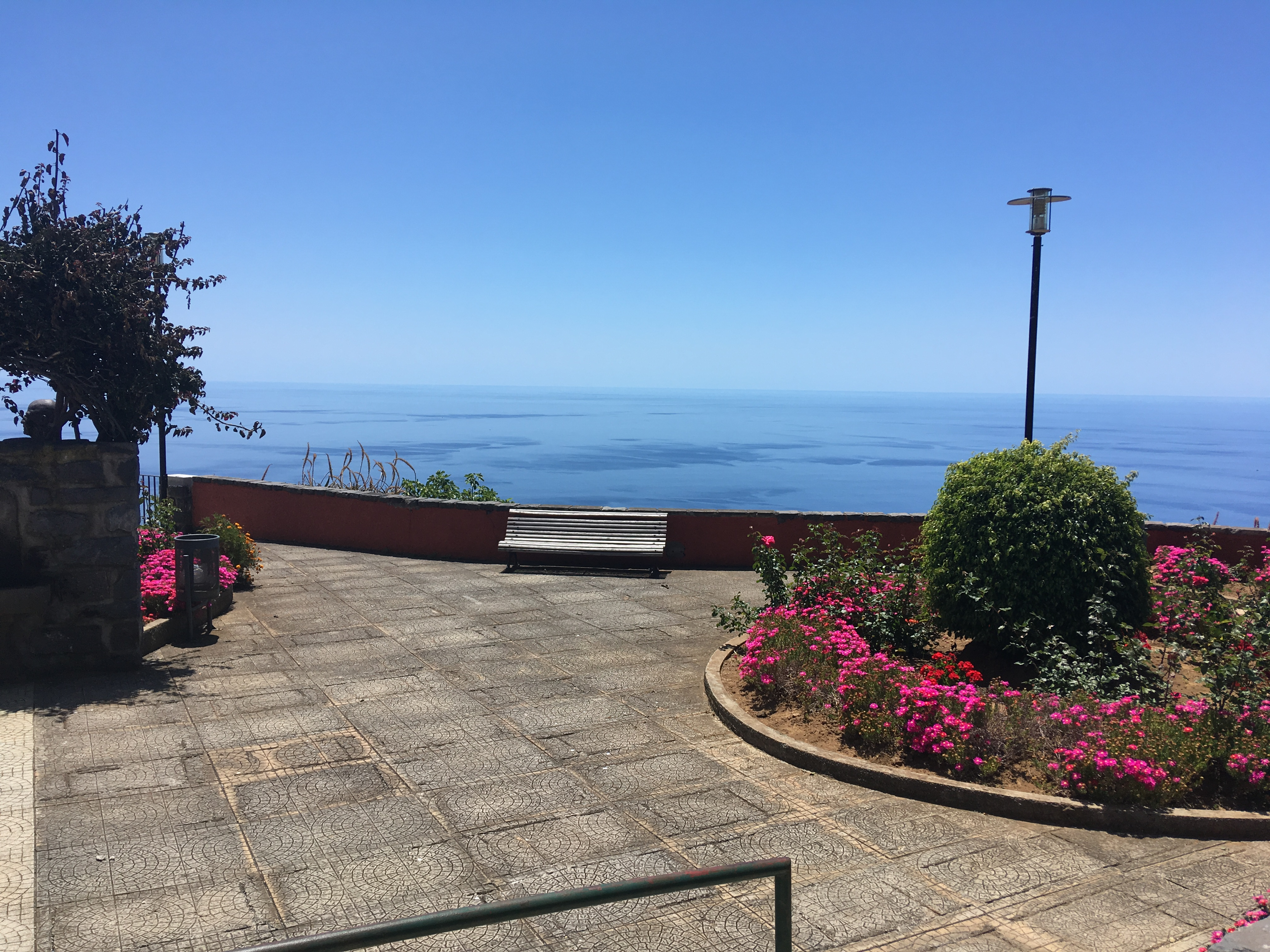
Miradouro Campanário

## Patimónio Artistico

### Capela Nossa Senhora da Glória
Fundada em 1599 por Henrique de Bettencourt, a Capela de Nossa Senhora da Glória foi construída no cimo de um rochedo, à beira mar, no Sítio da Pedra de Nossa Senhora, freguesia de Campanário.